# ジョヴァンニ・アニェッリ (シニア)

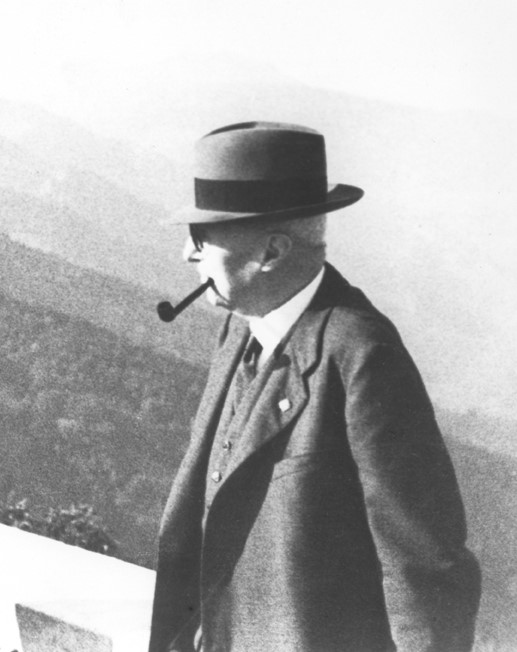
ジョヴァンニ・アニェッリ (シニア)

ジョヴァンニ・アニェッリ（Giovanni  Agnelli 1866年8月13日 - 1945年12月16日）は、イタリアの自動車会社フィアットの創業者で、後にイタリア最大の財閥となるアニェッリ家の基礎を築いた。同名の孫はジャンニ・アニェッリと愛称で呼ばれ区別される。

## プロフィール
イタリア・ピエモンテ州のピネローロに近いヴィッラール・ペローザで、町長の父の元に生まれた。モデナにて軍隊学校に行った後、軍へ勤めたが、1895年には父の遺志を継ぎ町長になる。
1899年、自動車会社フィアット社を創業し、国際的にも著名な大企業へと発展させた。1902年にはフィアットの社長となった。
第一次世界大戦中にはフィアットはイタリア北部の工業都市トリノにある工場をフル操業してイタリア軍に軍需製品を供給した。路面電車、航空機、鉄道列車、トラクター、ディーゼルエンジンなどの生産で当時3万人以上の労働者を雇用していた。
1921年、労働者が工場を占拠し共産主義の赤旗を掲げたとき、アニェッリは辞職、引退を表明し、労働者自らで会社を経営するようにとしたが、労働者3000人がデモ行進し事業に復帰するよう求めた。
ムッソリーニの支持者として1923年にファシスト独裁期の上院議員に任命された。
イタリアにおけるボールベアリング業界の創始者であり、第二次世界大戦終了までイタリアの軍需産業の重要人物であった。そのため、戦後はイタリア解放委員会によって、他の公職とともにフィアット社の経営から追放された。フィアット社の経営権はその後1966年までアニェッリ家に戻らなかった。
1945年12月16日、死去。